# Allopodagrion contortum
Allopodagrion contortum е вид водно конче от семейство Megapodagrionidae. Видът е незастрашен от изчезване.

## Разпространение
Разпространен е в Аржентина и Бразилия.